# Пярсті
Пя́рсті (ест. Pärsti küla) — село в Естонії, у волості Вільянді повіту Вільяндімаа.

## Населення
Чисельність населення на 31 грудня 2011 року становила 145 осіб.

## Історія
З 19 грудня 1991 до 5 листопада 2013 року село входило до складу волості Пярсті.

## Пам'ятки
- Миза Пярсті (Pärsti mõis):
  - головна будівля, пам'ятка архітектури[2]
- Миза Вана-Пярсті (Vana-Pärsti mõis).

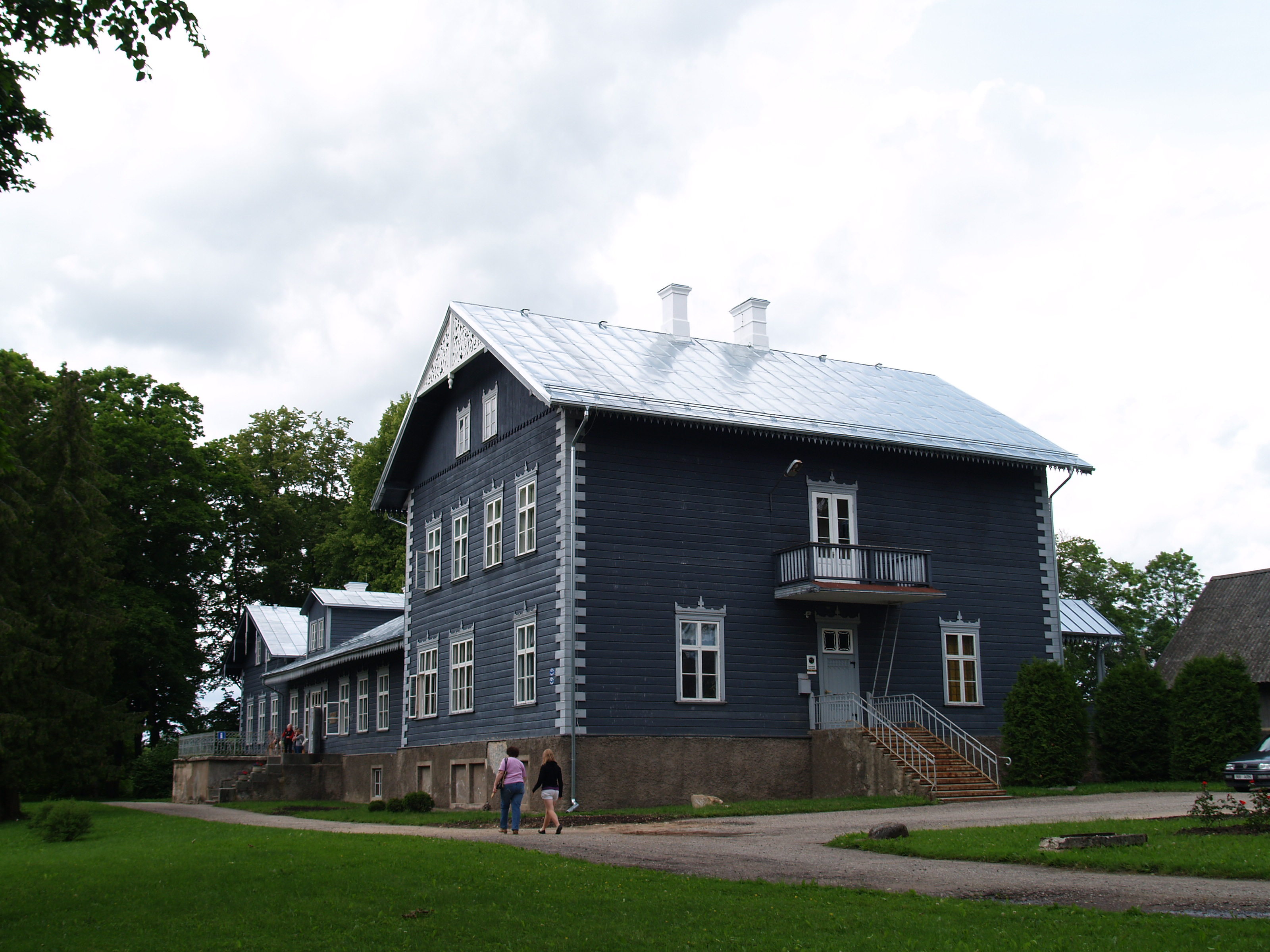
Головна будівля мизи Пярсті
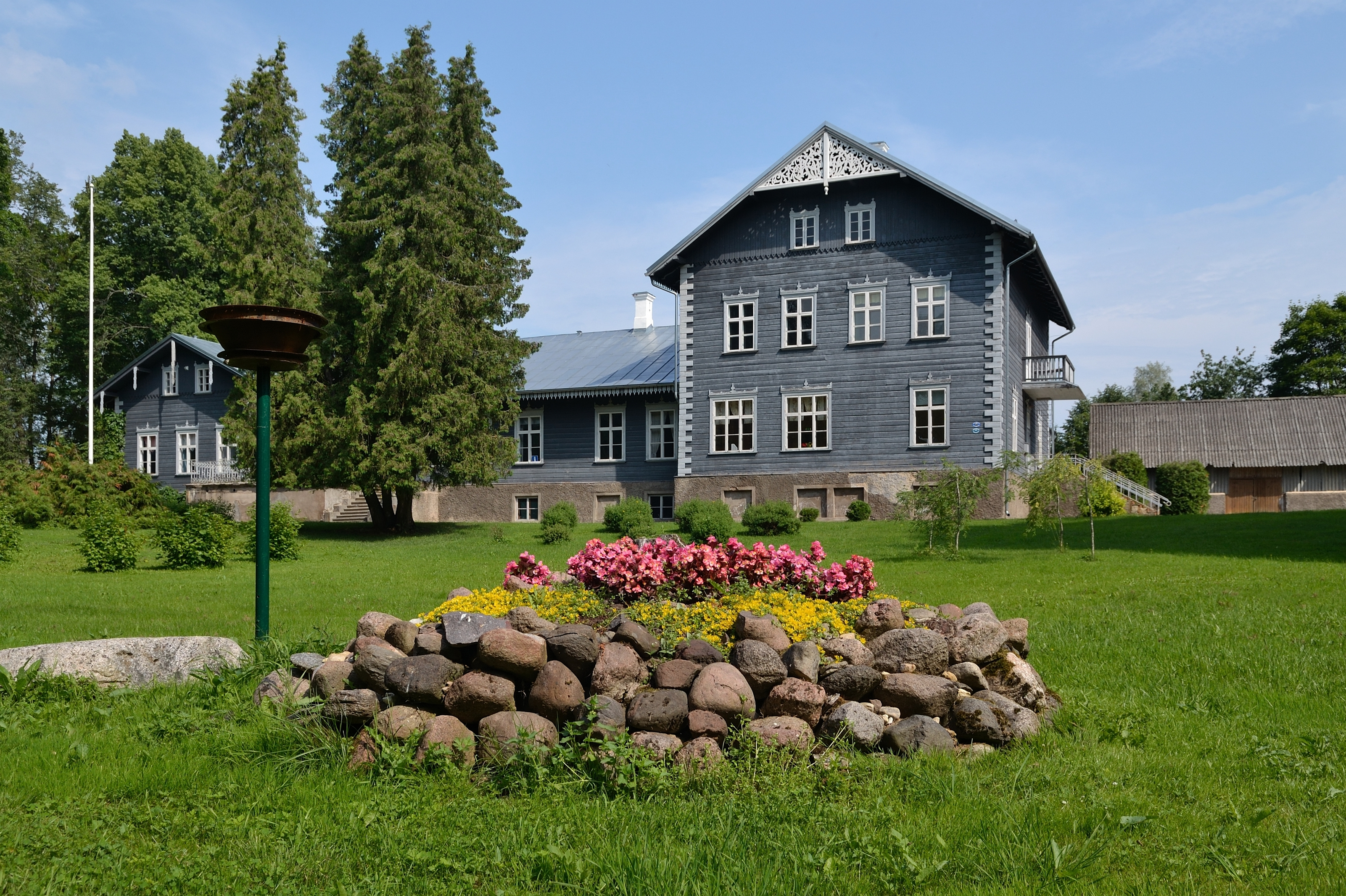
Парк мизи Пярсті
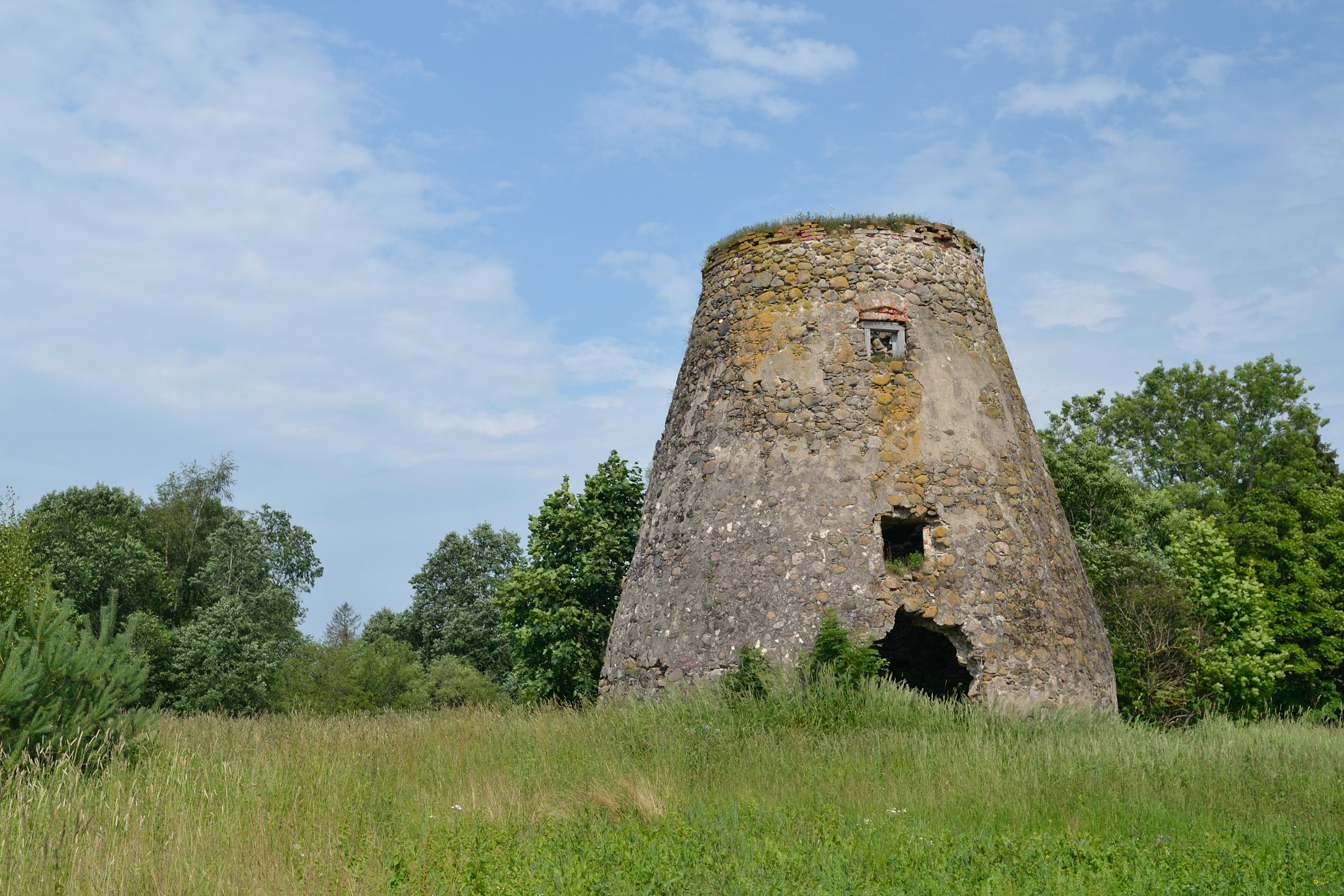
Руїни вітряка в мизі Пярсті
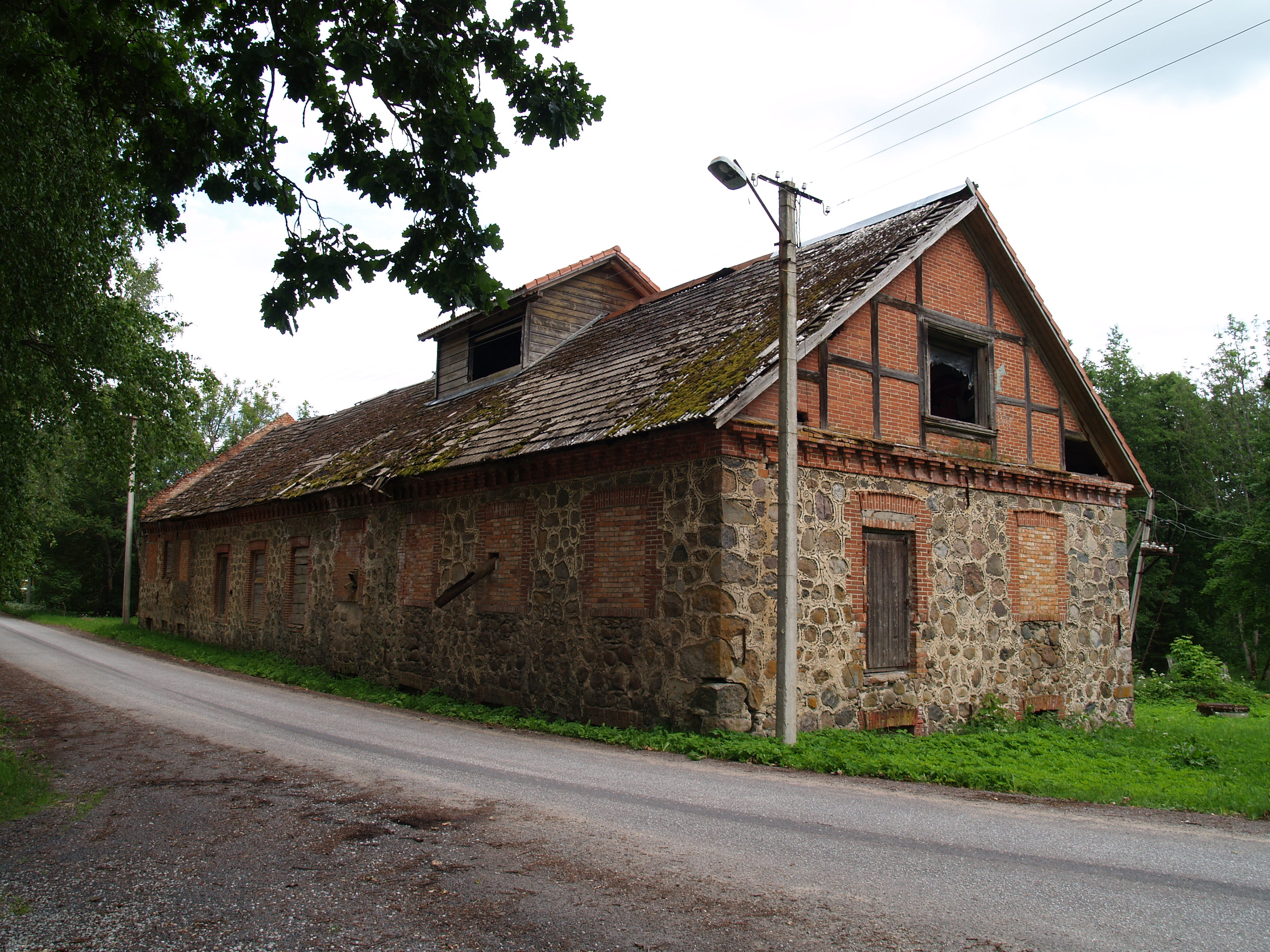
Водяний млин мизи Пярсті